# به خاطر تو (فیلم ۲۰۱۴)
به خاطر تو (به کنادا: Ninnindale) فیلمی محصول سال ۲۰۱۴ و به کارگردانی جایانت سی.پارانجی است. در این فیلم بازیگرانی همچون پونیت راجکومار، اریکا فرناندز، تیلاک شکار، وینایک جوشی، سونیا دپتی ایفای نقش کرده‌اند.